# La Pommeraye (Calvados)
La Pommeraye település Franciaországban, Calvados megyében. Lakosainak száma 66 fő (2022. január 1.). La Pommeraye Le Bô, Cossesseville, Pierrefitte-en-Cinglais és Saint-Omer községekkel határos.

## Népesség
A település népességének változása:
| Lakosok száma | 74   | 56   | 49   | 38   | 51   | 57   | 56   | 55   | 59   | 66   |
|               | 1968 | 1982 | 1990 | 2006 | 2013 | 2015 | 2017 | 2019 | 2020 | 2022 |